# Japanagromyza triformis
Japanagromyza triformis är en tvåvingeart som beskrevs av Spencer 1962. Japanagromyza triformis ingår i släktet Japanagromyza och familjen minerarflugor. Inga underarter finns listade i Catalogue of Life.